# Dallas Buyers Club
Dallas Buyers Club è un film del 2013 diretto da Jean-Marc Vallée.
La pellicola, ispirata a una storia vera, si svolge fra il 1985 e il 1988 in Texas. 
Ricevette sei candidature ai premi Oscar 2014, tra cui miglior film e migliore sceneggiatura originale. Vinse in tre categorie, incluse miglior attore protagonista e miglior attore non protagonista, assegnati rispettivamente a Matthew McConaughey e Jared Leto.

## Trama
Il rude texano Ron Woodroof, operaio elettricista in un'industria di estrazione petrolifera e appassionato di rodeo, conduce una vita estremamente sregolata a base di alcool, droga e sesso; proprio a causa di un rapporto non protetto con una donna sieropositiva contrae l'HIV e, ormai in una fase conclamata dell'AIDS, gli vengono dati trenta giorni di vita.
Inizialmente l'uomo non accetta la diagnosi, poiché è omofobo e pensa che la malattia sia collegabile solo all'ambiente gay; quando però i sintomi iniziano a diventare sempre più insistenti, inizia a informarsi sulla malattia e scopre la terribile verità. Una volta che la notizia della sua sieropositività si diffonde, Ron perde presto il lavoro e tutti i suoi amici.
All'ospedale viene preso in cura dalla dottoressa Eve Saks, che lo mette al corrente della sperimentazione in corso presso quel nosocomio: metà dei pazienti sieropositivi è curata con AZT, un potente antivirale approvato dalla FDA, mentre all'altra metà viene somministrato del placebo, in modo da determinare se la medicina funzioni veramente.
A Ron viene negata la sperimentazione, così corrompe un inserviente che gli procura l'AZT di nascosto; l'assunzione incontrollata del farmaco, tuttavia, causa un peggioramento delle sue condizioni, esacerbato anche dal continuo abuso di droga e alcool. Quando le scorte di AZT vengono messe sotto chiave, l'uomo ha un collasso, in seguito al quale viene ricoverato nuovamente in ospedale. In questa occasione conosce Rayon, una donna transgender tossicodipendente e sieropositiva.
Allo scopo di procurarsi altro AZT, Woodroof viaggia fino in Messico, dove incontra il dottor Vass, radiato dall'albo dei medici a causa delle sue posizioni alternative nei confronti della medicina. Questi gli rivela che l'AZT è estremamente dannoso per l'organismo umano, poiché distrugge non solo il virus ma anche le cellule sane, e gli prescrive una cura a base di peptide T, una proteina non dannosa ma non approvata dalle case farmaceutiche.
Tre mesi dopo l'inizio della cura le condizioni di Ron sono molto migliorate e decide di importare in Texas le proteine per poi rivenderle ad altri sieropositivi, in quanto non illegali ma solo non approvate. La dottoressa Saks, intanto, si rende conto degli effetti dannosi dell'AZT ma il suo superiore, il dottor Sevard, le nega la sospensione della sperimentazione in quanto ciò toglierebbe all'ospedale le sovvenzioni dell'FDA.
Ron reincontra Rayon e con riluttanza accetta di formare con lei una società poiché gli può fornire una vasta clientela. La coppia fonda così il Dallas Buyers Club, un'associazione i cui iscritti pagano una retta di 400 dollari mensili per avere tutte le medicine di cui hanno bisogno. Ben presto il club diventa molto famoso e gradualmente l'opinione di Ron nei confronti di Rayon migliora decisamente.
L'uomo inizia quindi a compiere viaggi in Giappone, Israele, Cina e Paesi Bassi per procurarsi illegalmente altre medicine; quando ne sperimenta una su se stesso, tuttavia, ha un infarto: il dottor Sevard viene così a conoscenza del Dallas Buyers Club e informa l'FDA, che comincia a indagare su Ron. La dottoressa Saks, invece, comprende quali siano i risvolti positivi del club, ma non può cambiare nulla. Intanto lei e Ron iniziano a frequentarsi.
L'FDA ottiene presto un inasprimento delle norme, così che le medicine non approvate diventano anche illegali: il club rimane quindi senza fondi, ma Rayon riesce a ottenere soldi da suo padre, un ricco uomo d'affari; Ron può quindi tornare in Messico per recuperare scorte di peptide T.
Intanto le condizioni di Rayon si aggravano, tanto che presto ha un collasso e dev'essere condotta in ospedale. Forse per la fase terminale della malattia, aggravata dalla sua tossicodipendenza, forse per la forte dose di AZT che le viene somministrata, Rayon muore. 
Ron ne rimane sconvolto e anche la dottoressa Saks comprende la dannosità del farmaco: decide così di diminuire drasticamente la somministrazione di AZT e indirizza tutti i suoi pazienti verso il Dallas Buyers Club. L'amministrazione dell'ospedale, venuta a sapere di questo, le chiede le dimissioni ma lei rifiuta categoricamente, dicendo che l'unico modo che hanno per cacciarla è licenziarla.
Il peptide T diventa sempre più difficile da recuperare, così Ron intenta una causa contro l'FDA sulla base del fatto che la medicina è stata dichiarata non tossica ma ancora non è stata approvata; il giudice si dimostra d'accordo con lui ma non è in grado di cambiare la legge, redarguendo comunque l'FDA per i suoi metodi vessatori nei confronti di Ron e dei membri del suo club. Gli sforzi di Ron costituiranno comunque un precedente importantissimo e ben presto ogni paziente sarà in grado di curarsi come desidera. L'uomo, come recita la tagline finale del film, morirà il 12 settembre 1992, ben sette anni dopo una diagnosi terminale fissata a circa un mese di vita.

## Colonna sonora

### Tracce
1. Sweet Thang by Shuggie Otis - 4:09
2. Following Morning by The Naked And Famous - 5:03
3. Hell And Back by The Airborne Toxic Event - 3:52
4. Ready To Be Called On by My Morning Jacket - 3:46
5. Life Of The Party by Blondfire - 3:23
6. The Walker by Fitz And The Tantrums - 3:28
7. Shudder To Think by Tegan & Sara - 3:24
8. Mad Love (Acoustic) by Neon Trees - 3:39
9. Main Man by Portugal. The Man - 6:15
10. Stayin' Alive by Capital Cities - 4:03
11. Romance Languages by Cold War Kids - 2:52
12. Burn It Down (Innerpartysystem remix) by Awolnation - 4:56
13. After The Scripture by Manchester Orchestra - 4:36
14. City Of Angels (Acoustic) by Thirty Seconds to Mars - 4:29
15. Main Man (Live) by T. Rex - 4:13
16. Life Is Strange by T. Rex - 2:32[2]

## Distribuzione
Il film è stato presentato in anteprima al Toronto International Film Festival nel settembre 2013. La pellicola è stata distribuita a partire dal 1º novembre 2013 negli Stati Uniti dalla Focus Features.
In Italia il film è stato presentato in concorso al Festival Internazionale del Film di Roma 2013 ed è stato distribuito nelle sale italiane a partire dal 30 gennaio 2014 da Good Films. Il primo trailer del film è stato diffuso a partire dal 27 agosto 2013.

### Divieti
Negli Stati Uniti, Dallas Buyers Club è stato vietato ai minori di 17 anni non accompagnati da un adulto per linguaggio pervasivo, alcuni contenuti volgari, nudità e uso di droghe.

## Accoglienza
Al momento della sua prima al Toronto International Film Festival del 2013, Dallas Buyers Club ha ricevuto il plauso universale da parte del pubblico e critica, che ha fortemente elogiato il film per la recitazione (in particolare per McConaughey e Leto), la sceneggiatura e la regia. Il sito Rotten Tomatoes riporta che il 93% dei critici ha dato al film una recensione positiva, sulla base di 176 recensioni con un punteggio medio di 7,7 su 10. Su Metacritic, che assegna un rating medio ponderato di 100 recensioni dei critici cinematografici, il film ha un punteggio di 84 basato su 45 recensioni, indicando plauso universale.
Gli attori protagonisti del film hanno intrapreso una trasformazione fisica che li ha portati ad assumere un aspetto quasi scheletrico. McConaughey ha perso infatti venti chili, mentre Leto oltre tredici.

### Errori
Nell'ufficio di Ron Woodroof, alla sede del Dallas Buyers Club, appare dietro alle spalle di Ron il poster di una Lamborghini Aventador, questa è chiaramente un'incogruenza poiché il film è ambientato tra il 1985 ed il 1988 e la Lamborghini Aventador è stata presentata nel marzo 2011. Durante il film appaiono inoltre, diverse apparecchiature elettroniche decisamente moderne, non compatibili in un'ambientazione da metà anni Ottanta, nella fattispecie, i computer nella reception dell'ospedale e alcuni televisori.

## Riconoscimenti
- 2014 – Premio Oscar
  - Miglior attore protagonista a Matthew McConaughey
  - Miglior attore non protagonista a Jared Leto
  - Miglior trucco e acconciatura a Adruitha Lee e Robin Mathews
  - Candidatura Miglior film a Robbie Brenner e Rachel Winter
  - Candidatura Miglior sceneggiatura originale a Craig Borten e Melisa Wallack
  - Candidatura Miglior montaggio a Jean-Marc Vallée e Martin Pensa
- 2014 – Golden Globe
  - Miglior attore in un film drammatico a Matthew McConaughey
  - Miglior attore non protagonista a Jared Leto
- 2014 – Screen Actors Guild Awards
  - Miglior attore protagonista a Matthew McConaughey
  - Miglior attore non protagonista a Jared Leto
- 2014 – Critics' Choice Movie Award
  - Miglior attore protagonista a Matthew McConaughey
  - Miglior attore non protagonista a Jared Leto
- 2014 – Independent Spirit Awards
  - Miglior attore protagonista a Matthew McConaughey
  - Miglior attore non protagonista a Jared Leto
- 2014 – Satellite Award
  - Miglior attore protagonista a Matthew McConaughey
  - Miglior attore non protagonista a Jared Leto
- 2014 – AACTA Awards
  - Candidatura Miglior attore non protagonista a Jared Leto
- 2013 – Festival internazionale del film di Roma
  - Premio BNL del pubblico al miglior film
  - Marc'Aurelio d'Argento per il miglior attore a Matthew McConaughey
  - Candidatura Marc'Aurelio d'Oro per il miglior film a Jean-Marc Vallée
- 2013 – Festival Internazionale del Cinema di San Sebastián
  - Premio Sebastiane
- 2013 – Hollywood Film Festival
  - Miglior attore protagonista a Matthew McConaughey
  - Miglior attore all'avanguardia a Jared Leto
- 2013 – Mill Valley Film Festival
  - Miglior attore protagonista a Jared Leto
- 2013 – Nevada Film Critics Society
  - Miglior attore non protagonista a Jared Leto